# Davide Ghiotto
Davide Ghiotto (Vicenza, 3 de diciembre de 1993) es un deportista italiano que compite en patinaje de velocidad sobre hielo.
Participó en dos Juegos Olímpicos de Invierno, en los años 2018 y 2022, obteniendo una medalla de bronce en Pekín 2022, en la prueba de 10 000 m.
Ganó siete medallas en el Campeonato Mundial de Patinaje de Velocidad sobre Hielo en Distancia Individual entre los años 2023 y 2025, y tres medallas en el Campeonato Europeo de Patinaje de Velocidad sobre Hielo en Distancia Individual, en los años 2022 y 2024.

## Palmarés internacional
| Juegos Olímpicos                           | Juegos Olímpicos          | Juegos Olímpicos  | Juegos Olímpicos        |
| Año                                        | Lugar                     | Medalla           | Prueba                  |
| ------------------------------------------ | ------------------------- | ----------------- | ----------------------- |
| 2022                                       | Pekín (China)             | Medalla de bronce | 10 000 m                |
| Campeonato Mundial en Distancia Individual |                           |                   |                         |
| Año                                        | Lugar                     | Medalla           | Prueba                  |
| 2023                                       | Heerenveen (Países Bajos) | Medalla de oro    | 10 000 m                |
| 2023                                       | Heerenveen (Países Bajos) | Medalla de plata  | 5000 m                  |
| 2024                                       | Calgary (Canadá)          | Medalla de oro    | 10 000 m                |
| 2024                                       | Calgary (Canadá)          | Medalla de oro    | Persecución por equipos |
| 2024                                       | Calgary (Canadá)          | Medalla de plata  | 5000 m                  |
| 2025                                       | Hamar (Noruega)           | Medalla de oro    | 10 000 m                |
| 2025                                       | Hamar (Noruega)           | Medalla de plata  | Persecución por equipos |
| Campeonato Europeo en Distancia Individual |                           |                   |                         |
| Año                                        | Lugar                     | Medalla           | Prueba                  |
| 2022                                       | Heerenveen (Países Bajos) | Medalla de bronce | Persecución por equipos |
| 2024                                       | Heerenveen (Países Bajos) | Medalla de plata  | 5000 m                  |
| 2024                                       | Heerenveen (Países Bajos) | Medalla de plata  | Persecución por equipos |